# Ekonomická fakulta Západopomořanské technologické univerzity ve Štětíně
Ekonomická fakulta Západopomořanské technologické univerzity ve Štětíně (polsky Wydział Ekonomiczny Zachodniopomorskiego Uniwersytetu Technologicznego w Szczecinie) je jedna z jejích deseti fakult. Založena byla roku 1987 a od té doby sídlí v budově na adrese Monte Cassino 16. V roce 1997 byla po rekonstrukci otevřena druhá stavba fakulty, a to na adrese Żołnierska 47.

## Studijní programy
- Ekonomie
- Management

## Katedry
Výuka i výzkum jsou na fakultě organizovány katedrami, tj. specializovanými pracovišti. K 30. září 2019 působilo na fakultě 6 kateder a jedno oddělení.
- Katedra systémové analýzy a financí
- Katedra marketingu, ekonomiky a životního prostředí
- Katedra nemovitostí a zemědělství
- Katedra podnikového managementu
- Katedra aplikované matematiky v ekonomii
- Katedra ekonomiky a účetnictví
- Oddělení regionálních a evropských studií

## Vedení fakulty
Vedení fakulty v kadenci 2016–2019:
- hab. dr Ing. Bartosz Mickiewicz, prof. ZUT – děkan
- hab. dr Ing. Irena Łącka, prof. ZUT – proděkan pro vědu
- hab. dr Iwona Bąk, prof. ZUT – proděkan pro záležitosti studentů
- dr Anna Oleńczuk-Paszel – proděkan pro vzdělávání